# Hertog van Gandía
De Hertog van Gandía is een Spaanse titel, behorend tot de Grandeza Española.

## Geschiedenis
Deze titel werd in 1323 gecreëerd, en werd gecreëerd door Koning Ferdinand de Katholieke. De erfhertog kreeg de titel "Markies van Lombay". Rodrigo de Borja zorgde ervoor dat zijn zoon deze Spaanse titel mag voeren. Keizer Karel klasseerde deze titel bij de Grandeza. In 1771 verwierf het huis Osuna deze titel en voert deze nog steeds.
Deze titel heeft anno 2015 nog steeds een zeer groot aanzien in Spanje, dankzij de vorige titulares Doña Angela Maria .

## Hertogen van Gandía
- Ie Hertog: don Pier Luigi de Borgia
- IIe Hertog: don Juan I de Borja
- IIIe Hertog: don Juan II de Borja
- IVe Hertogin: doña Leonor de Castro Mello
- Ve Hertog: don Carlos de Borja y Castro
- VIe Hertog: don Frans I Tomás de Borja Aragón y Centelles
- VIIe Hertog: don Frans II Carlos de Borja Aragón y Centelles
- VIIIe Hertog: don Frans III Diego Pascual de Borja Aragón y Centelles
- IXe Hertog: don Frans IV Carlos de Borja Aragón y Centelles
- Xe Hertog: don Pascual Francisco de Borja Aragón y Centelles
- XIIe Hertogin: doña María Ana Antonia Luisa de Borja Aragón y Centelles
- XIVe Hertogin: doña María Josefa Alfonso Pimentel y Téllez-Girón
- XVe Hertog: don Pedro I de Alcántara Téllez-Girón y Beaufort
- XVIe Hertog: don Mariano Téllez-Girón y Beaufort
- XVIIe Hertog: don Pedro II de Alcantara Téllez-Girón y Fernández de Santillán
- XVIIIe Hertogin: doña María de los Dolores Téllez-Girón y Dominé
- XIXe Hertogin: doña Angela Maria Téllez-Girón|Ángela María Téllez-Girón y Duque de Estrada